# Рассвет (Новгородская область)
Рассвет — деревня в Окуловском муниципальном районе Новгородской области, относится к Угловскому городскому поселению.
Деревня расположена на северном берегу Падолицкого (Падалицкого) озера, к западу от Угловки. Расстояние до административного центра муниципального района — города Окуловка 42 км по автомобильным дорогам. В 2 км к северо-востоку от Рассвета, находится деревня Большая Крестовая. В 3 км на север от Рассвета, находится деревня Трубы. В 2 км на север от Рассвета, находится кладбище. Озеро (Падолицкое) периодически полностью уходит так как принадлежит к системе карстовых озёр. Примерно в километре, на возвышенности, на юго-восток находится геологический маяк. В 3 км на юг от Рассвета, находится озеро Шешно.

## История
До весны 1918 года деревня Падалицы в составе Рядокской волости Боровичского уезда Новгородской губернии. Постановлениями Боровичского уездного исполкома от 21 мая 1918 года и Чрезвычайного крестьянского съезда Боровичского уезда от 30 мая 1918 года из Рядокской волости была выделена Падалицкая волость с центром в деревне Падалицы, а 28 декабря того же года постановлением коллегии отдела управления Новгородского губисполкома волость была утверждена, но в соответствие постановлению коллегии отдела управления Новгородского губисполкома от 27 апреля 1921 года Падалицкая волость была упразднена и деревня Падалицы вновь в составе Рядовской волости.
Население деревни Падалица по переписи населения 1926 года — 235 человек. С 1 августа деревня в составе Большекрестовского сельсовета новообразованного Угловского района Боровичского округа Ленинградской области. 30 июля 1930 года Боровичский округ был упразднён, а по постановлению Президиума ВЦИК от 1 января 1932 года Большекрестовский сельсовет, и Падалица, в том числе, вошли в состав Окуловского района в связи с упразднением Угловского района.
До 1954 года деревня Падалицы относилась к Большекрестовскому сельсовету, затем в составе Селищенского сельсовета. Во время неудавшейся всесоюзной реформы по делению на сельские и промышленные районы и парторганизации, в соответствии с решениями ноябрьского (1962 года) пленума ЦК КПСС «о перестройке партийного руководства народным хозяйством» с 10 декабря 1962 года сельсовет и деревня вошла в крупный Окуловский сельский район, а 1 февраля 1963 года административный Окуловский район был упразднён. Решением Новгородского облисполкома от 30 марта 1963 года № 200 Селищенский сельсовет был переименован в Званский сельсовет. Указом Совета РСФСР от 12 января 1965 года сельские районы были преобразованы вновь в административные районы и решением Новгородского облисполкома от 14 января 1965 года № 6 и Званский сельсовет и деревня вновь в Окуловском районе. С 2005 года в составе Угловского городского поселения.

## Население
Численность постоянного населения деревни на 1 января 2011 года — 3 человека (на 1 января 2006 года — 1 чел., в 2002 году — 1 человек).
| 2002 | 2004 | 2010 | 2011 |
| ---- | ---- | ---- | ---- |
| 3    | ↘1   | ↘0   | ↗4   |

## Транспорт
Деревня соединена автомобильной дорогой с деревнями Большая Крестовая, Селище и пгт. Угловка (через посёлок Первомайский). Расстояние до Угловки по автомобильной дороге 10 км.
Ближайшая железнодорожная станция — в посёлке при станции Селище.